# Thomas Baring, II baronetto
Thomas Baring, II baronetto (12 giugno 1772 – East Stratton, 3 aprile 1848) è stato un politico e banchiere inglese.

## Biografia
Era il figlio maggiore di Francis Baring, I baronetto Baring, fondatore della Barings Bank, e di sua moglie, Harriet Herring.
Suo nonno, Johann Baring, era emigrato dalla Germania. Suo nonno materno era il commerciante William Herring di Croydon ed era cugino di Thomas Herring, arcivescovo di Canterbury.

## Carriera
Dal 1790 al 1801, lavorò per l'East India Company. Thomas divenne socio di Baring Brothers & Co. (1804-1809). Alla morte di suo padre, nel 1810, gli successe come baronetto.
Dopo la sua carriera iniziale in banca, Sir Thomas fu eletto membro del parlamento britannico per i collegi elettorali di High Wycombe e Hampshire fino al 1831.
Dal 1832 al 1833 fu presidente della London and South Western Railway. Era presidente della London Institution e direttore della British Institution. Nel giugno del 1841 fu eletto membro della Royal Society.

## Matrimonio
Sposò, il 13 settembre 1794 a Calcutta, Mary Ursula Sealy (1774-26 luglio 1846), figlia di Charles Sealy. Ebbero nove figli:
- Francis Baring, I barone Northbrook (20 aprile 1796-6 settembre 1866)[5];
- Thomas Baring (7 settembre 1799-18 novembre 1873);
- John Baring (14 settembre 1801-7 aprile 1888), sposò Charlotte Amelia Porcher[3], non ebbero figli;
- Mary Ursula Baring (1803-1812)[3];
- Charlotte Baring (29 maggio 1805-23 aprile 1871), sposò il reverendo William Maxwell du Pré[3], non ebbero figli;
- Charles Baring (11 gennaio 1807-16 settembre 1879), vescovo di Durham[6], sposò in prime nozze Mary Ursula Sealy, ebbero due figli, e in seconde nozze Caroline Kemp, ebbero tre figli;
- Lydia Dorothy Baring (1811-1812)[3];
- Frances Baring (23 agosto 1813-25 maggio 1850), sposò Henry Labouchere, I barone Taunton[3], ebbero tre figlie.

## Morte
Morì il 3 aprile 1848, all'età di 75 anni, nella sua residenza di Stratton Park House, East Stratton, Hampshire.